# Nya (Kult)
Nya ist ein Besessenheitskult und die in ihm angerufene Gottheit im Süden von Mali und in einigen Dörfern jenseits der Grenze in Burkina Faso. Die Mitgliedschaft im Kult ist auf eine Minderheit initiierter Männer aus sozial hochstehenden Familien beschränkt, die besessenen Männer gelten nicht als krank und die Sitzungen sind keine Heilungszeremonien. Die Gottheit Nya wird wie viele andere Figuren traditionell-religiöser Kulte der Mande-Sprachgruppen an zahlreichen Schreinen verehrt, die es in fast jedem Dorf in der Verbreitungsregion gibt. In jedem der genannten Punkte unterscheidet sich der Nya-Kult von den typischen Merkmalen afrikanischer Besessenheitskulte.

## Kulturelles Umfeld
Der Nya-Kult ist ungefähr in den Regionen Ségou südlich des Bani-Flusses und Sikasso im äußersten Süden Malis verbreitet, sowie in einem Gebiet östlich des Banifing-de-Kouoro-Flusses, der hier die Grenze zu Burkina Faso bildet. Das Alter des Nya-Kults ist unbekannt. In den 1970er Jahren standen Nya und eine Reihe weiterer Kulte im Zentrum der Religionsausübung im Süden Malis. Seitdem werden sie durch einen wachsenden islamischen Einfluss und durch zunehmende politische Instabilität zurückgedrängt. Des Weiteren verringern der Einfluss der überregionalen Marktwirtschaft auf den dörflichen Alltag, die staatliche Gesetzgebung und westliche Schulbildung das Ansehen und die Macht der lokalen gesellschaftlich-religiösen Kulte. Die am Kult beteiligten Männer verlieren durch die Islamisierung ihre beherrschende Stellung in der Gemeinschaft und sehen sich veranlasst, selbst zum Islam überzutreten, um nicht ins gesellschaftliche Abseits zu geraten.
Grundsätzlich steht der Islam in einem Wettbewerbsverhältnis und Machtkampf mit den afrikanischen Religionen, die tendenziell zurückgedrängt werden. Muslime werfen den Anhängern traditioneller Kulte Rückständigkeit und Aberglauben vor. Dennoch kommt es zu einem Kulturaustausch, der im Lauf der Zeit zur Integration islamischer Elemente in die afrikanischen Kulte und zu einer Afrikanisierung des Islams führt. Die Mehrheit der gemäßigten Muslime toleriert üblicherweise afrikanische Besessenheitskulte, solange diese politisch ohne Einfluss bleiben. Das Verhältnis der Besessenheitskulte zu den christlichen Kirchen ist ähnlich von Konkurrenz, Ablehnung und gegenseitigem Austausch geprägt.
Geister sind in Afrika häufig geschlechtlich definiert. Eindeutig männliche und eindeutig weibliche Geister bilden in einer Parallelwelt die gesellschaftlichen Verhältnisse ab, einschließlich der Ungleichheit zwischen Mann und Frau. Daneben gibt es Geister, zu denen auch die Gottheit Nya gehört, deren männliche und weibliche Qualitäten sich situativ ändern können und die – wie im brasilianischen Candomblé – ein breites Spektrum von gefühlvoll und zaghaft auftretenden männlichen Geistern bis zu grimmig und dominant geschilderten weiblichen Geistern umfassen.
Männliche und weibliche Geister können entweder nur von Menschen desselben Geschlechts oder des anderen Geschlechts oder unterschiedslos von beiden Geschlechtern Besitz ergreifen. Besessenheitsgeister befallen allgemein weit überwiegend Frauen. Dies gilt sowohl für die von einem Geist ungewollt besessenen Patientinnen bei Heilungsritualen als auch für religiöse Zeremonien, bei denen Geister eigens angerufen werden. Soziologisch betrachtet sind Frauen in vielen Kulturen von den Ritualen der „offiziellen“, das heißt der von Männern dominierten Religion ausgeschlossen und praktizieren daher eigene Kulte. Bei der Interpretation des Zar-Kults im Sudan und in Ägypten werden Geschlechtertrennung und Handlungsverbote als eine Ursache für psychische Probleme bei Frauen verantwortlich gemacht, die darauf mit einem Besessenheitskult als therapeutische Maßnahme reagieren. Der Kult bietet einen Freiraum zur Selbstentfaltung in einem privaten Umfeld. Weitere Besessenheitskulte in muslimischen Mehrheitsgesellschaften, die hauptsächlich Frauen betreffen sind Bori und Dodo in Nordnigeria, Pepo bei den Swahili sowie tende n-gumatan bei den Tuareg, benannt nach der hierbei verwendeten Mörsertrommel tendé. Einen schwarzafrikanischen Ursprung in einem arabisch-islamischen Umfeld haben Derdeba in Marokko und Stambali in Tunesien. Zu den seltenen Ausnahmen für eine Besessenheit, die ausschließlich Männer als Patienten betrifft, gehört der Hamadscha-Kult um den weiblichen Geist Aisha Qandisha in Marokko. Überwiegend Frauen werden im Süden Togos beim Tchamba-Kult vom Geist eines ehemaligen Sklaven befallen. Hierbei wird das gesellschaftlich sensible Thema der jahrhundertelangen Sklaverei verarbeitet.
Besessenheitskulte breiten sich bei einer historischen Betrachtung während gesellschaftlicher Krisen aus, die in Westafrika mit der zwangsweisen ökonomischen und kulturellen Anpassung in der französischen Kolonialzeit verbunden sind. Alle üblichen Erklärungen für die Herausbildung von Besessenheitskulten als Rückzugsorte innerhalb einer dominanten Mehrheitskultur enthalten den Umkehrschluss, dass diese Kulte zurückgehen müssen, sobald sie offiziell anerkannt werden. Der Nya-Kult widerspricht auf mehrfache Weise dieser allgemeinen Betrachtung.
Die ethnologischen Kenntnisse über den Nya-Kult basieren im Wesentlichen auf den Feldforschungen der drei belgischen Anthropologen Jean-Paul Colleyn (* 1949), Danielle Jonckers (* 1947) und Philippe Jespers, die gemeinsam von 1971 bis in die 1980er Jahre bei den Mamara-Sprechern im Süden Malis Feldforschung betrieben.

## Nya, Verehrung und Ritual
Die zahlreichen religiösen Kultgruppen der Bambara und Malinke, die zur Mande-Sprachfamilie von Westafrika gehören, werden in die beiden Typen jo (oder dyo) und ton in der Bambara-Sprache eingeteilt; der Plural mit angehängtem –w lautet jow und tonw. Mit jo wird eine Art Machtbündnis bezeichnet und ton bezieht sich auf eine Altersgruppe, die Gemeinschaftsarbeit leistet: das kann gemeinsame Feldarbeit beinhalten, eine Musik- oder eine Tanzgruppe sein. Beide Typen werden nach Geschlechtern getrennt: es gibt jow und tonw jeweils für Frauen und Männer. Im Gebiet der Mande in Mali gehören beispielsweise Ntomo und Kore zu den tonw und Kòmò, Nama, Kono und Nya gehören zu den jow. Alle genannten Kultgruppen bis auf die Nya besitzen Holzmasken, anhand deren Gestaltung sie leicht erkennbar sind. Nur die Masken der tonw werden öffentlich von Tänzern getragen, die mit Trommelbegleitung auftreten. Die bekannteste Gruppe ist Kòmò. Beim Kòmò-Kult spricht der Geist durch die Maske, beim Nya-Kult durch den Mund der besessenen Person.
Die Lebensgrundlage in den Dörfern war traditionell die Subsistenzwirtschaft, die auf der Basis patrilinearer Verwandtschaftsgruppen gemeinschaftlich bewältigt wurde. Durch die Einführung von Baumwolleanbau für den Export und der Geldwirtschaft in den 1960er Jahren brach nachfolgend die gemeinschaftliche Arbeitsorganisation zusammen und auch die Nya-Bünde büßten allmählich ihre Macht ein. Seitdem ist dort, wo keine Institutionen der Zentralregierung eingreifen, die lokale Machtausübung zwischen dem Dorfoberhaupt, einflussreichen Familien, islamischen Autoritäten (Imame und Marabouts) und den Leitern der verbliebenen Kultgruppen aufgeteilt.
Nya ist eine als Gottheit bezeichnete höhere Macht, die nach den mythischen Vorstellungen den Regen kontrolliert, für Fruchtbarkeit sorgt und vor der weithin als Gefahr eingeschätzten Hexerei schützt. Überwiegend gilt Nya als weiblich, insgesamt wird „sie“ jedoch als androgynes Wesen vorgestellt, denn je nach Zusammenhang kann Nya auch mit „er“ angesprochen werden. Wenn ein Mann einen heiligen Ort für Nya anlegt, geht er symbolisch eine Ehe mit Nya ein und wird zu ihrem Mann (Nya-polo), umgekehrt nimmt ein männlicher Voodoo-Geist in Haiti seine weibliche Bezugsperson zur „Ehefrau“. So oder so, in den meisten Besessenheitskulten ist Heirat die übliche Analogie für das Verhältnis zwischen der besessenen Person und dem besitzergreifenden Geist.
Zur Verehrung Nyas treffen sich ihre Anhänger an den mehreren hundert Schreinen, die in der Region verstreut sind. Dort erteilt ein von Nya besessener Magier (Nya ta denh) Ratschläge und beantwortet Fragen zu alltäglichen Dingen. Er fungiert als Nachrichtenübermittler (Nya-da, „Nyas Mund“), indem er weissagt und Konflikte zwischen Dorfbewohnern schlichtet. Manche Kultorte werden nur von den Einwohnern des Dorfes aufgesucht, andere ziehen Glaubensanhänger aus einer weiteren Umgebung an und bestehen teilweise aus mehreren Schreinen, die Anhänger aus ihren Dörfern gebracht haben.

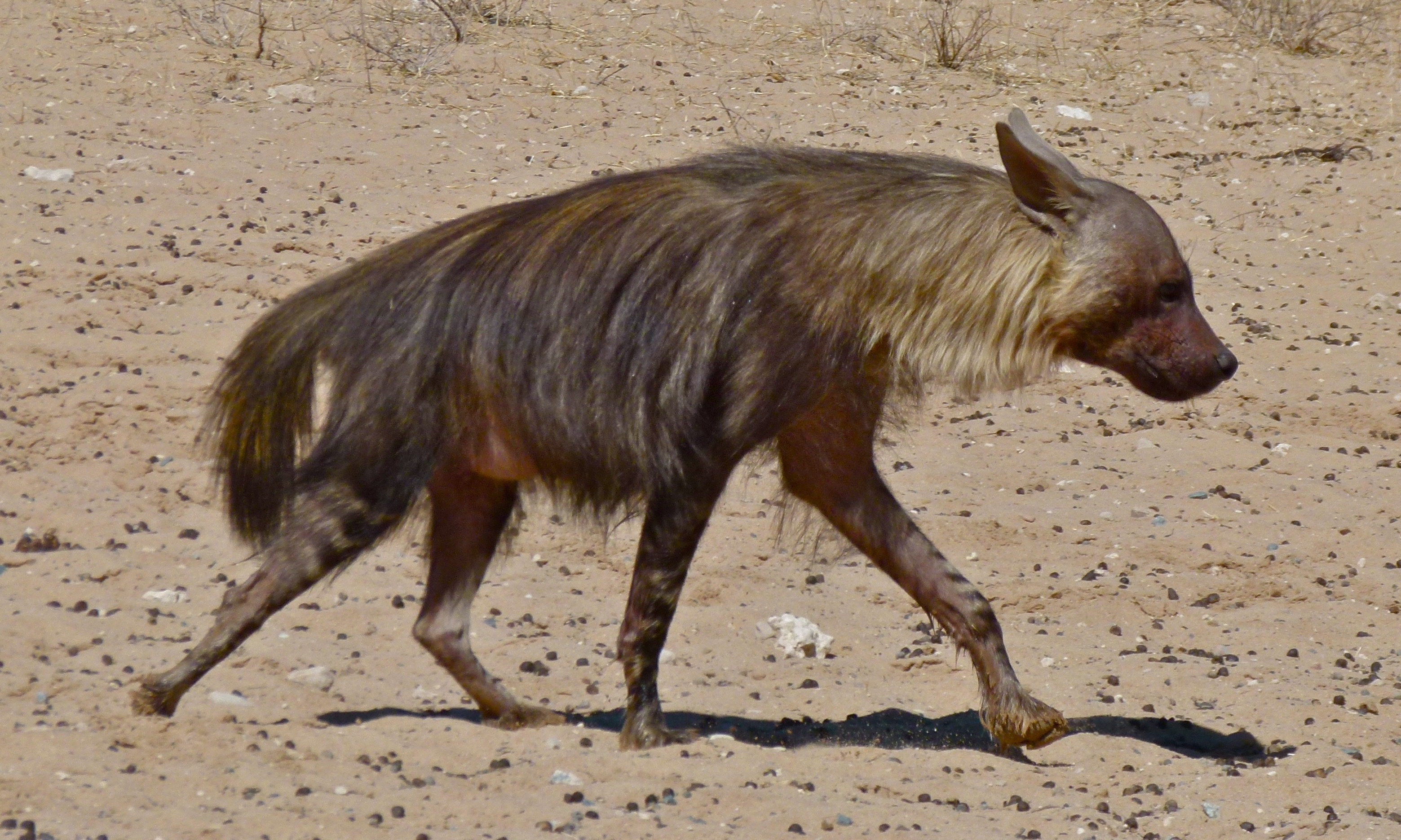
In afrikanischen Mythen gelten Hyänen als unnatürlich, aasfressend, hässlich, bösartig, gefährlich, hinterhältig und heilig.

Zweimal im Jahr findet eine Opferzeremonie an einem umfriedeten Ort außerhalb des Dorfes statt, der Nya-tu („Nyas Wäldchen“) heißt. Dorthin begibt sich eine Prozession mit zwei oder drei besessenen Männern, einer Musikgruppe und einer lautstarken Menschenmenge. Einer der besessenen Männer entnimmt dem Nya-Schrein im Dorf drei Säcke mit den drei heiligen Altären (Fetische, yapèrè) und trägt sie „bis in den Busch“. Die Musiker singen von Trommeln begleitete Preislieder. Am Verehrungsplatz Nya-tu angekommen entlässt Nya die besessenen Männer in Freiheit. Die drei Altäre werden ausgepackt und in große Tontöpfe gelegt. Über den Töpfen werden Hunde und Hühner geopfert. Tieropfer sind nie direkt für Himmelsgötter gedacht, sondern für Ahnengeister und Naturgeister, die unmittelbar angesprochen werden können. Die Ahnen können jedoch als Vermittler und Freunde der Götter gesehen werden. Hühneropfer sind in Afrika weit verbreitet und kommen auch in islamischen Ländern vor. Als eng mit dem Menschen verbundenes Haustier bildet das Huhn einen magischen Gegensatz zum wilden Geist im Busch und ist daher – nicht nur wegen seiner  leichten Verfügbarkeit – als Opfertier geeignet. Der ebenso domestizierte und tagaktive Hund gilt als Ersatz für die nachtaktive, wilde Hyäne, die mit Hexerei in Verbindung stehend gesehen wird. Hunde wirken als mythische Helfer bei der Erschaffung der Kultur mit und in einem Mythos der Beng, einer kleinen Ethnie in der Elfenbeinküste, brachten Hunde den Tod über die Menschen. Hyänen spielen in den mündlichen Erzählungen in Afrika die vielleicht bedeutendste Rolle unter den Tieren. Bei der halbjährlichen Opferzeremonie für Nya wird die ungewöhnlich große Zahl von 10 bis 30 Hunden für Nya getötet; nach Luc de Heusch (1985) ist das Hundeblut hierbei ein Ersatz für Menschenopfer.
Ein Mythos erklärt, wie die Menschen mit Hilfe der Hunde zu den drei heiligen Altären (yapere) kamen: Früher waren die Altäre Gefangene der „roten Affen“ (Meerkatzen). Eines Tages überraschte ein Jäger mit seinem Hund eine Gruppe von „roten Affen“, wie sie auf einem Feld in der Nähe des Dorfes Erdnüsse stahlen. Der Hund trieb alle Affen in die Flucht bis auf einen, der unter drei Säcken eingeklemmt war und nicht fliehen konnte. Der Hund biss ihm die Kehle durch. Zurück im Dorf verriet der Hund das Geheimnis vom Inhalt der drei Säcke und musste für seinen Verrat unmittelbar danach sterben. Deshalb wird heute Hunden als Opfer für Nya die Kehle durchschnitten. Der Hund starb durch die Männer, denen er das Geheimwissen mitgeteilt hatte. Den Jäger brachte Nya um, weil er in ein zu heftiges Stadium der Besessenheit gerückt war. Die Geschichte der drei magischen Säcke führt weiter zurück, bis zu den ersten Urahnen der Menschen. Als das Wissen um die Geheimnisse des Nya-Kults von einem Dorf zum nächsten weitergereicht wurde, soll jedes Mal der erste von Nya Besessene kurz danach verstorben sein. So wird eine mythische Linie in Form eines „mörderischen Pakts“ konstruiert, die von den Kultteilnehmern bis zum ersten besessenen Jäger in der mythischen Zeit der Ahnen zurückreicht.
Nya wird bildhaft als eine Taube vorgestellt, die auf der Außenmauer eines Gehöfts sitzt und zugleich in den Innenhof (die Welt der Menschen) und nach außen (die Welt der Ahnen und Hexen) sehen kann. Mit den magischen Kräften ausgestattet, die in den Säcken enthalten sind, nimmt Nya den Kampf gegen die Hexen der jenseitigen Welt auf. Auf dem Prozessionsweg „in den Busch“ begibt sich der besessene Mann mit den drei Säcken symbolisch wie Nya in die mythische Welt. Wenn er die Säcke trägt, blickt er in die jenseitige Welt und jagt nach den Hexen. In seinem Tanz am Versammlungsplatz stellt er Nyas Jagd dar. Manchmal spürt er irgendwo eine Hexe auf. Um ihn herum verfolgen die selbst tanzenden und singenden Zuschauer das rituelle Schauspiel.
Das Opferblut der Tiere soll Nya ernähren, während das Fleisch ins Dorf zurückgebracht und verspeist wird. Die Menschenmenge geht abends ebenso mit Musik und Gesang zurück, wie sie gekommen ist. Nya ergreift wieder Besitz von denselben Männern, die sie als „Pferde“ zu ihrem Schrein zurückbringen. In der Symbolsprache von Besessenheitskulten wird allgemein häufig die besessene Person als „Pferd“ aufgefasst, die von ihrem Geist „geritten“ wird.
Es gibt Fälle, dass Söhne der Männer, die zum Kreis der von Nya Besessenen gehören, die Kulttradition ablehnen und daraufhin erkranken. Diese Krankheit wird als von Nya gesandte Bestrafung gewertet, die nur durch Initiation und Besessenheit zu heilen ist. Ob ein Junge später einmal zu den Besessenen gehören wird, verkündet Nya bald nach seiner Geburt in einer Zeremonie aus dem Mund des Mediums. Nya spricht nie selbst; wenn der Geist von einem Menschen Besitz ergreift, sagt man, er „nimmt sich einen Mund“. Nya kann auch (durch das Medium) eine Schwangere segnen und ihr verkünden, dass, sollte sie einen Jungen zur Welt bringen, dieser als Erwachsener ihr „Pferd“ sein wird.
Eine solche Besessenheitszeremonie dauert etwa zwei Stunden. Auslösende Faktoren für den Trancezustand können vielfältig sein. Günstig, wenn auch nicht zwingend erforderlich, wirken sich Musik und Preislieder an Nya aus. Das Musikensemble besteht aus zwei gezupften Stegharfen donso ngoni, in denen sich ein magischer Gegenstand befindet, einer großen Bügelhandglocke kenken aus Eisen, die wie die Doppelglocke gankogui in Ghana ebenfalls eine magische Bedeutung haben kann, einer Sanduhrtrommel tanga, ein eiserner Schraper kara und drei Rasseln, die von den Sängern geschüttelt werden. Durch schnelle Trommelschläge wird Nya zum Tanzen gebracht, heißt es in einem Lied. Nur in seltenen Fällen hilft die halluzinogene Wirkung von Stechäpfeln, die Trance auszulösen. Bis ein im Anfangsstadium unkontrolliert in Trance geratener Mann zu einem Medium Nyas wird, dauert es mehrere Jahre.
Für eine Nya-Kultgruppe (Nya-ton) haben sich mehrere Familien zusammengetan. Drei Mitgliedern kommt eine besondere Bedeutung zu: der von Nya besessenen Person, dem Schmied, der sich häufig um den Besessenen kümmert, und dem Eigentümer der Altäre. Er ist der Leiter des Kults. Der Schmied beobachtet den Besessenen, wiederholt dessen Worte und schlichtet Streitigkeiten bei Bedarf, außerdem schlachtet er die Opfertiere. Ein mythischer Geier brachte den Amboss in die Welt, weshalb Schmiede wegen ihrer im Mythos verankerten Herkunft eine Außenseiterstellung in der Gesellschaft innehaben. Wenn möglich sollten die drei Funktionsträger aus unterschiedlichen Lineages stammen, um eine breite Akzeptanz des Kultgeschehens zu gewährleisten. Zu den dreien gesellen sich die ebenfalls für den Kult bedeutenden Sänger (cèlè), ohne deren Gesang die Besitzergreifung durch Nya nicht zustande käme. Die Rituale für Nya führen meist ältere Männer durch, Frauen sind vom Geheimwissen ausgeschlossen und können auch nicht von Nya besessen werden. Weibliche Anhänger des Kults dürfen unterstützend mitwirken, nur die Ehefrau des Leiters kümmert sich um den Schrein. Die Männer begründen die gegenüber anderen Besessenheitskulten umgekehrte Rolle der Geschlechter damit, dass sie sich mit dem Nya-Kult vor der hauptsächlich von Frauen ausgehenden Hexerei schützen müssten.

## Verhältnis zur Gesellschaft
Der gesellschaftliche Status der Kultteilnehmer ist ebenfalls umgekehrt. Der Nya-Kult ist keine Institution, mit der sich wie anderswo eine gedemütigte, unterprivilegierte Gesellschaftsgruppe, also Frauen und Männer aus der Unterschicht, ihren eigenen Freiraum und interne Anerkennung schaffen können. Männer aus den mächtigen Lineages, auf die der Nya-Kult beschränkt ist, haben anderswo nichts mit Besessenheitskulten zu tun. Nya sucht sich als Medium („Pferd“) stets Männer aus denselben Familien aus. Die von Nya getroffene „Auswahl“ steht in keinem Zusammenhang mit einer Krankheit des Betreffenden, und mutmaßlich psychische Störungen werden nicht im Rahmen eines religiösen Kults behandelt. Bei Besessenheitskulten der Songhai (Geist Holey), der Hausa (Geister Dodo und Bori) und anderen afrikanischen Besessenheitskulten macht der Geist zunächst einen Menschen krank, indem er von ihm Besitz ergreift und gibt ihm eventuell später magische Kräfte, um als Heiler zu wirken. Hiervon und von Besessenheitskulten im islamischen Kontext unterscheidet sich der Nya-Kult.
Der Nya-Kult wird den Machtbündnissen zugerechnet, weil die Organisatoren des Kults ihre rituell ausgeübten Macht mit einer politischen Dominanz verbinden. Die Nya zugedachte Aufgabe ist, die bestehende gesellschaftliche Position der am Kult beteiligten Familien mit ihren magischen Kräften zu sichern. Entsprechend tritt Nya als eine Gottheit auf, die ein Missachten der Regeln des Kults übel nimmt und die Abweichler mit Unglück und Krankheit bestraft. Die Vernichtung ganzer Dörfer und die Auslöschung der Einwohner durch Seuchen oder Hungersnöte kann der Einflussnahme Nyas zugeschrieben werden. Um die Hexerei unter Menschen abzuwehren, muss Nya als machtvollste aller Hexen anerkannt sein. Mit der Stimme des Besessenen verordnet Nya autoritativ die Einhaltung von Verhaltensregeln, hierbei ist sie solange erfolgreich, wie die Anerkennung des Kults gesellschaftlicher Konsens ist. Bis zur Unabhängigkeit Malis (1960) verkündeten besessene Männer die Namen von Personen, die Nya aufgrund ihres Fehlverhaltens angeblich getötet hatte. Für Nya gesungene Preislieder hielten die Erinnerung an diese Fälle aufrecht.
Heute werden, einhergehend mit dem Machtverlust der Nya-Kultgruppen, abschreckende Verse allgemeiner formuliert. Der französische, katholische Missionar Joseph Henry stellte 1910 fest, dass die Mehrheit der Bevölkerung der Region Ségou Anhänger afrikanischer Kulte waren. Um 1971 wurde der Anteil der dortigen Muslime grob auf rund 20 Prozent geschätzt und bis zur Jahrtausendwende hatte sich das prozentuale Verhältnis umgedreht. Muslime sprechen über afrikanische Religionen nicht von einem zusammenhängenden Glaubenssystem, sondern erwähnen in diesem Zusammenhang lediglich einzelne charakterisierende Praktiken. Demnach trinken Anhänger traditioneller Glaubensvorstellungen Hirsebier (dolo), opfern (ka boliw son) und essen Hunde.
Die Zugehörigkeit zur islamischen Gemeinschaft bietet mittlerweile einen Ausweg vor dem Einfluss der traditionellen Autoritäten und sorgt zugleich für ein neues Gemeinschaftsgefühl. Selbst traditionelle Priester und Angehörige der Besessenheitskulte nehmen den islamischen Glauben an, wenn sie ihren Einfluss schwinden sehen. Magische Fähigkeiten beanspruchen auch islamische Marabouts für sich, weshalb manche Heiler sogar zu Marabouts werden, um eine analoge gesellschaftliche Position zu erlangen. Marabouts negieren nicht die Existenz der afrikanischen Kultgestalten, behaupten aber, dass die Macht des islamischen Gottes stärker sei.